# Битка при Сиера Гуадалупе
Битката при Сиера Гуадалупе е продължение на настъплението на националистическата армия на север към Мадрид в ранните етапи на Гражданската война в Испания.
В средата и края на август 1936 г. трите колони регуларес на Африканската армия на генерал Ягуе преминават през планината Сиера Гуадалупе в централна Испания и пресичат река Тахо, превземат няколко града и разбиват републиканците в поредица от бързи нападения.

## Предистория
На 14 август Бадахос пада в ръцете на националистите при генерал Ягуе, отрязвайки Републиката от Португалия. Пред него, на няколкостотин километра на североизток, през широката река Тахо е Мадрид, целта на светкавичната кампания на генерал Франко. 
За да покрие тези южни подходи, Републиката разполага лоялния генерал Рикелме с така наречената „Армия на Естремадура“, сила от около 9 000 милиции. Много от тези войски са преразпределени набързо от планините на фронта на Гуадарама и състоянието им се влошава ужасно в долината на река Тахо.

## Битката
Правителствените милиции, макар и несъмнено смели, имат огромен дефицит на обучение и оборудване и се оказват неспособни да се изправят срещу дисциплинирания Испански чуждестранен легион и страховитите марокански ударни войски. Дезертирането обезкървява републиканците, които отказват да копаят окопи. Следователно националистите изпреварват защитниците, принуждавайки непрекъснато отстъпление чрез заплаха за обкръжение.
Силите на Рикелме включват 2 000 анархисти, които отказват да изпълняват заповедите му и предприемат безполезни атаки по хълмовете на Сан Висенте. На 17 август майор Ели Тела се промъква до Трухильо и прекосява Тахо при Алмарас. Гуадалупе пада от майор Антонио Кастехон на 21 август.
Според романа L'Espoir част от колоната на полковник Карлос Асенсио е изненадана и жестоко атакувана от републиканската авиация под командването на Андре Малро, но като цяло, съпротивата е минимална. До 27 август и трите колони се съсредоточават в Навалморал, където националистите започват първите въздушни нападения на Мадрид във войната.